# Apo (Berg)
Der Berg Apo ist mit 2954 Metern der höchste Berg der Philippinen und liegt in der  Provinz Cotabato auf der Insel Mindanao. Einige Kilometer nordöstlich liegt die Stadt Davao City. Der Apo ist ein Schichtvulkan und besitzt insgesamt drei Gipfel. Der Zeitpunkt seines letzten Ausbruchs ist unbekannt.
Zum ersten Mal wurde der Berg am 10. Oktober 1880 von einer Gruppe bestiegen, die von Joaquin Rajal geleitet wurde. Der Berg Apo ist ein beliebtes Wanderziel, da sein Gipfel ohne Klettertechnik zu erreichen ist. Für den Auf- und Abstieg auf der Hauptroute von Westen über Kidapawan sind etwa drei Tage einzuplanen. Es ist möglich, einen einheimischen Führer zu engagieren. Der Weg führt lange durch Waldland und ist zum Teil schlüpfrig und nass. Der Weg von Südwesten über das Dorf New Israel ist kürzer. Es gibt noch zwei seltener begangene Aufstiegsrouten, von Süden und von Osten.
Am 9. Mai 1936 wurde das Gebiet um den Vulkan von Manuel Quezon zum Mount Apo Natural Park erklärt. Der Nationalpark ist die Heimat von über 270 Vogelarten, von denen über 100 endemisch sind.
Den hier beheimateten Menschen vom Volk der Bagobas gilt der Apo als Heiliger Berg. Die Schwefeldämpfe der Solfataren waren für sie eine Verkörperung des Gottes Mandarangan. In älteren ethnologischen Berichten werden sogar Menschenopfer  für den Berg erwähnt.